# Universidad Estatal de California, Dominguez Hills
La Universidad Estatal de California, Dominguez Hills ( en inglés: California State University, Dominguez Hills) (También conocida como CSUDH, Dominguez Hills, o Cal State Dominguez Hills) es una universidad pública localizada en la región de South Bay del Los Ángeles County que fue fundada en 1960. La universidad es parte del sistema de 23 diferentes campus de la California State University. Esta universidad oferta 107 tipos de Bachelor's degrees, 45 diferentes  Master's degrees, y 17 tipos de teaching credentials. Esta universidad no confiere Doctoral degrees.
Para el año académico 2011-2012, la universidad tenía una matrícula total de 13.899 estudiantes que comprenden 11.069 estudiantes universitarios (79,6%) y 2.830 puestos de bachilleratos (20.4%).

## Historia

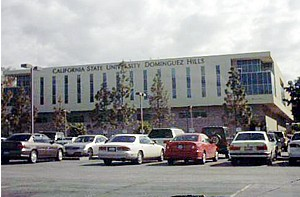
Welch Hall, un edificio en el campus de la CSU Dominguez Hills

La fundación de CSU Dominguez Hills se efectuó en 1960 cuando el entonces gobernador de California Pat Brown obtuvo los fondos estatales previstos para comenzar el desarrollo de la escuela. Iba a ser localizada en Palos Verdes, California, y conocido como South Bay State College. El nombre inicial fue cambiado a California State College at Palos Verdes (Colegio Estatal de California en Palos Verdes) en 1962. En 1964, el arquitecto A. Quincy Jones diseñó con éxito un plan maestro para la construcción. A medida que la universidad aún no se había construido, las primeras clases comenzaron a impartirse en 1965 en la "California Federal Savings Bank" (Caja de Ahorros Federal en California) en la Península de Palos Verdes, California. La universidad comenzó el primer año con una matrícula de 27 estudiantes y 14 juniors.
En 1965 se trasladó al lugar designado para el campus de una zona conocida como Dominguez Hills en Carson. El campus se encuentra en el histórico Rancho San Pedro, la concesión de la tierra más antigua en el área de Los Ángeles. La tierra estaba en la posesión continua de la familia Domínguez a través de siete generaciones-desde su concesión para Juan José Domínguez en 1784, hasta su adquisición por parte del pueblo del estado de California para la universidad.
En 1968 el cuerpo estudiantil de CSUDH tenía un número superior a 1.000 por primera vez. En consecuencia a este evento, el campus necesita un vicepresidente. La vacante fue ocupada por Lyle Gibson gracias al cual el distinguido Premio de Dominguez Hills "Profesor Lyle E. Gibson" lleva el nombre.
Se estableció la universidad, en gran parte, como una respuesta al clamor del pueblo afroamericano por la normalidad de unas oportunidades de educación superior. Además, a partir de los meses de octubre a noviembre en 1969, se celebraron en el campus manifestaciones con respecto a la guerra de Vietnam.
En 1977, la Comisión de Educación Post-Secundaria de California apoyó el deseo de los administradores universitarios para cambiar el nombre de la escuela de "California State College, Dominguez Hills" al de California State University, Dominguez Hills (Universidad Estatal de California, Dominguez Hills).

## Alumnos destacados
- Karen Bass - política
- Clarence Gilyard Jr. - actor
- Dan Guerrero – director de atletismo en la Universidad Estatal de California, Los Ángeles
- Carmelita Jeter - atleta corredora
- Kei Kamara - jugador de fútbol en el Middlesbrough Football Club.
- Brian Kehew - productor de música
- Lela Rochon - Modelo, bailarina y actriz
- Mumia Abu-Jamal - Periodista y activista político afroamericano estadounidense, acusado del asesinato del policía Daniel Faulkner y sentenciado a muerte en 1982.